# Боцвана на Олимпијским играма
Боцвана је први пут учествовала на Летњим олимпијским играма 1980. у Москви. и од тада је стални учесник Летњих игара. На Зимским олимпијским играма Боцвана није учествовала. 
На играма репрезентацију чине претежно мушкарци. Прва жена учествовала је 2000. у Сиднеју на седмим играма на којима је Боцвана учествовала.
Прву олимпијски медаљу за Боцвану освојио је Најџел Амос, који је у трци на 800 метара освојио сребро на Летњим олимпијским играма у Лондону 2012.

## Медаље

### Освојене медаље на ЛОИ
| Учешће и освојене медаље Боцване на ЛОИ |                     |        |      |      |       |       |        |        |        |         |
| ЛОИ                                     | Носилац заставе     | Учешће | Муш. | Жене | спорт | Злато | Сребро | Бронза | Укупно | Пласман |
| 1980. Москва                            |                     | 7      | 7    | 0    | 1     | 0     | 0      | 0      | 0      | -       |
| 1984. Лос Анђелес                       | Норман Мангоје      | 7      | 7    | 0    | 2     | 0     | 0      | 0      | 0      | -       |
| 1988. Сеул                              |                     | 8      | 8    | 0    | 2     | 0     | 0      | 0      | 0      | -       |
| 1992. Барселона                         |                     | 6      | 6    | 0    | 2     | 0     | 0      | 0      | 0      | -       |
| 1996. Атланта                           | Џастис Дипеба       | 7      | 7    | 0    | 2     | 0     | 0      | 0      | 0      | -       |
| 2000. Сиднеј                            | Ђилберт Кунване     | 7      | 7    | 0    | 2     | 0     | 0      | 0      | 0      | -       |
| 2004. Атина                             | Кумисо Икгополенг   | 11     | 10   | 1    | 2     | 0     | 0      | 0      | 0      | -       |
| 2008. Пекинг                            | Саманта Паксинос    | 11     | 9    | 2    | 3     | 0     | 0      | 0      | 0      | -       |
| align=left\| 2012. Лондон               | Амантле Монтшо      | 4      | 3    | 1    | 2     | 0     | 1      | 0      | 1      | =69     |
| 2016. Рио де Жанеиро                    |                     |        |      |      |       |       |        |        |        |         |
| 2020. Токио                             |                     |        |      |      |       |       |        |        |        |         |
| 2024. Париз                             |                     |        |      |      |       |       |        |        |        |         |
| 2028. Лос Анђелес                       | предстојећи догађај |        |      |      |       |       |        |        |        |         |
| 2032. Бризбејн                          | предстојећи догађај |        |      |      |       |       |        |        |        |         |
| Укупно (9)                              |                     | 68     | 64   | 4    |       | 0     | 1      | 0      | 1      |         |

### Освајачи медаља на ЛОИ
| Медаља | Име         | Игре         | Спорт    | Дисциплина |
| ------ | ----------- | ------------ | -------- | ---------- |
|        | Најџел Амос | 2012. Лондон | Атлетика | 800 м М    |

### Преглед учешћа спортиста Боцване по спортовима и освојеним медаљама на ЛОИ
| Спорт      | Период | Период   | Укупно | Мушкарци | Жене | Злато | Сребро | Бронза |   |
| Спорт      | Прво   | Последње | Укупно | Мушкарци | Жене | Злато | Сребро | Бронза |   |
| ---------- | ------ | -------- | ------ | -------- | ---- | ----- | ------ | ------ | - |
| Атлетика   | 1980   | 2012     | 40     | 39       | 1    | 0     | 1      | 0      | 1 |
| Бокс       | 1988   | 2012     | 9      | 9        | 0    | 0     | 0      | 0      | 0 |
| Једрење    | 1984   | 1984     | 1      | 1        | 0    | 0     | 0      | 0      | 0 |
| Пливање    | 2008   | 2008     | 2      | 1        | 1    | 0     | 0      | 0      | 0 |
| Укупно (4) |        |          | 52     | 50       | 2    | 0     | 1      | 0      | 1 |

Разлика у горње две табеле од 16 учесника (14 мушкараца и 2 жене), настала је у овој табели јер је сваки спортиста без обриза колико је пута учествовао на играма и у колико разних спортова и дисциплина на истим играма урачунат само једном

## Занимљивости
- Најмлађи учесник: Joseph Ramotshabi, 18 година и 57 дана Москва 1980. атлетика
- Најстарији учесник: Дерек Хадсон, 48 година и 182 дана Лос Анђелес 2008. једрење
- Највише учешћа: 3 Joseph Ramotshabi (1980, 1984, 1988), Johnson Kubisa (1996, 2000, 2004), Amantle Montsho (2004, 2008, 2012)
- Највише медаља: 1 Најџел Амос сребро
- Прва медаља: сребрна Најџел Амос, Лондон 2012. атлетика
- Прво злато: -
- Најбољи пласман на ЛОИ: = 69 Лондон 2012.
- Најбољи пласман на ЗОИ: -